# John Spencer, 5.º Conde Spencer
John Poyntz Spencer, 5.º Conde Spencer (Spencer House, 27 de outubro de 1835 – Althorp Park, Northamptonshire, 13 de agosto de 1910) (conhecido como Red Earl, por causa de sua distintiva barba vermelha) foi um nobre e político do Partido Liberal do Reino Unido.

## Biografia
Filho mais velho de Frederick Spencer, 4.º Conde Spencer, John Spencer foi educado em Harrow School, e graduou-se em Trinity College, Cambridge.
Em 1857, ele sucedeu ao título Conde Spencer. Ele serviu em inúmeros postos governamentais: foi Lorde presidente do Conselho em 1880 e Primeiro Lorde do Almirantado entre 1892 e 1895. Spencer foi o Lorde Tenente da Irlanda por duas vezes (1868–1874 e 1882–1885) e apoiou a ideia da autonomia irlandesa.
Em 1882, enquanto detinha tal posto, Frederick Cavendish e Thomas Henry Burke, Secretário Chefe da Irlanda, foram assassinados, fato que ficou a ser conhecido como os Assassinatos no Phoenix Park. Entre seus amigos mais próximos, estava o primeiro-ministro William Ewart Gladstone.
John Poyntz Spencer foi o homem que introduziu o arame farpado na Grã-Bretanha.
Durante a posse de Lorde Spencer como lorde-tenente da Irlanda, seu estafe de auxiliares era formado por muitos homossexuais, o que levou um membro do parlamento nacionalista a apelidar, famosamente, a administração do Castelo de Dublin do lorde-tenente de Sodom and Begorrah.
Em 8 de julho de 1858, ele casou-se com Charlotte Seymour (uma neta de Lord Hugh Seymour), mas a união não produziu filhos. Ele foi sucedido por seu meio-irmão, Charles.